# Leonardo Salutati
Leonardo Salutati (Pescia, primi anni del 1400 – Fiesole, 1466) è stato un vescovo cattolico italiano.

## Biografia
Era figlio di Francesco di Lupero, esponente di un'importante famiglia pesciatina imparentata con il celebre umanista Coluccio Salutati. Compì gli studi ecclesiastici a Roma, dove entrò in buoni rapporti con papa Eugenio IV, di cui divenne cameriere segreto. Nel 1445 ottenne l'incarico di pievano di Pescia. Il 3 agosto 1450 fu nominato vescovo di Fiesole da papa Niccolò V. Rimase al governo della diocesi toscana fino alla morte. All'interno del duomo di Fiesole fece edificare la sua cappella sepolcrale, con il monumento scolpito da Mino da Fiesole.